# Nacionalni park Kaziranga
Nacionalni park Kaziranga je nacionalni park u Golaghat, Karbi Anglong i Nagaun okruzima savezne države Asam u Indiji. On je utočište u kome se nalaze dve trećine velikih jednorogih nosoroga na svetu, i mesto svetske baštine. Prema popisu izvršenom u martu 2018. godine, koji su zajednički sproveli Ministarstvo za šume Vlade Asama i neke od priznatih nevladinih organizacija za divlje životinje, populacija nosoroga u nacionalnom parku Kaziranga iznosi 2.413. Ona se sastoji se od 1.641 odraslih nosoroga (642 mužjaka, 793 ženke, 206 nepoznatih); 387 mladunca (116 mužjaka, 149 ženki, 122 nepoznatih); i 385 teladi.
Godine 2015, populacija nosoroga je iznosila 2401. Kaziranga je dom najveće gustine tigrova među zaštićenim područjima na svetu, i proglašena je tigrovskim rezervatom 2006. godine. (sada je najveća gustina tigrova u Nacionalnom parku Orang, Asam). U parku obitavaju velike populacije slonova, divljih vodenih bivola i močvarnih jelena. Organizacija BirdLife International posvećena očuvanju avifaunskih vrsta proglasila je Kazirangu važnim područjem za ptice. U poređenju sa drugim zaštićenim područjima u Indiji, Kaziranga je postigla značajan uspeh u očuvanju divljih životinja. Smešten na ivici žarišta biotske raznolikosti u Istočnim Himalajima, park kombinuje visoku raznolikost vrsta i vidljivosti.
Kaziranga je ogromno prostranstvo visoke slonove trave, močvare i guste tropske vlažne širokolistne šume, koju presecaju četiri velike reke, uključujući Bramaputru, a park obuhvata i mnoga mala vodna tela. Kaziranga je bila tema nekoliko knjiga, pesama i dokumentarnih filmova. Park je proslavio svoju stogodišnjicu 1998. godine nakon što je 1905. godine osnovan kao šumski rezervat.
Godine 2017, Kaziranga je bio pod oštrim kritikama nakon što je dokumentarac BBC vesti otkrio strategiju očuvanja čvrste ruke, izveštavajući o ubijanju 20 ljudi godišnje u ime očuvanja nosoroga. Kao posledica ovog izveštavanja, BBC vestima je zabranjeno snimanje u zaštićenim područjima u Indiji na 5 godina. Dok je nekoliko novinskih izveštaja tvrdilo da se Bi-Bi-Si izvinio zbog dokumentarca, Bi-Bi-Si je ostao pri svom izveštaju, a njegov generalni direktor, Toni Hol, napisao je u obraćanju organizaciji Survival International da pismo „ni na koji način ne predstavlja izvinjenje za naše novinarstvo“. Kao odgovor na izveštaj, istraživači u Indiji dali su nijansiranije razumevanje stvari, pozivajući BBC na nemarnost njegovog novinarstva, ali i ukazujući na probleme očuvanja u Kazirangi i dovodeći u pitanje da li je pucaj-po-viđenju uopšte bila korisna strategija očuvanja.

## Istorija Nacionalnog parka Kaziranga
Istorija Kazirange kao zaštićenog područja može se pratiti od 1904. godine, kada je Meri Kerzon, baronica Kerzon od Kedlestona, supruga vicekralja Indije, lorda Kerzona od Kedlestona, posetila ovu oblast. Pošto nije uspela da vidi jednorogog nosoroga, po kome je ovo područje bilo poznato, ubedila je svog muža da preduzme hitne mere za zaštitu vrsta koje nestaju, što je on učinio tako što je pokrenuo planiranje njihove zaštite. Dana 1. juna 1905. stvorena je Predložena rezervna šuma Kaziranga sa površinom od 232 km2 (90 sq mi).
Tokom naredne tri godine, područje parka je prošireno za 152 km2 (59 sq mi), do obala reke Brahmaputre. Godine 1908, Kaziranga je proglašena za „Rezervnu šumu”. Godine 1916, preimenovana je u „Utočište divljači Kaziranga“ i tako je ostalo do 1938. godine, kada je lov zabranjen i posetiocima je dozvoljen ulazak u park. Godine 1934, Kaziranga je promenjena u Kaziranha. Deo javnosti do dan danas park zove originalnim imenom.
Utočište za divljač Kaziranga je 1950. preimenovao u „Utočište divljih životinja Kaziranga“  P. D. Strejsij, stručnjak za zaštitu šuma, kako bi se ime oslobodilo lovačkih konotacija. Godine 1954, vlada Asama je usvojila zakon o lokalnim nosorozima, koji je nametnuo teške kazne za krivolov nosoroga. Četrnaest godina kasnije, 1968. godine, državna vlada je donela Zakon o nacionalnom parku Asam iz 1968. godine, proglašavajući Kazirangu naznačenim nacionalnim parkom. Površini parka od  430 km2 (166 sq mi) centralna vlada je 11. februara 1974. godine dala zvanični status. Kazirangu je 1985. godine UNESCO proglasio lokacijom svetske baštine zbog svog jedinstvenog prirodnog okruženja.
Kaziranga je poslednjih decenija bila meta nekoliko prirodnih i veštačkih katastrofa. Poplave izazvane izlivanjem reke Bramaputre dovele su do značajnih gubitaka životinjskog sveta. Zadiranje ljudi duž periferije takođe je dovelo do smanjenja šumskog pokrivača i gubitka staništa. Tekući separatistički pokret u Asamu predvođen Ujedinjenim oslobodilačkim frontom Asama (ULFA) osakatio je ekonomiju regiona, ali Kaziranga je ostala nepromenjen pokretom; zaista, slučajevi pobunjenika iz Ujedinjenog oslobodilačkog fronta Asama koji štite životinje i, u ekstremnim slučajevima, ubijaju krivolovce, prijavljivani su još od 1980-ih.

## Literatura
- Ghosh, S., Nandy, S., & Kumar, A. S. Rapid assessment of recent flood episode in Kaziranga National Park, Assam using remotely sensed satellite data. Current Science, 111(9), 1450-1451.
- Barthakur, Ranjit; Sahgal, Bittu (2005). „The Kaziranga Inheritance”. Mumbai: Sanctuary Asia. ISBN.
- Sandesh, Kadur; Thengummoottil, George (2014). „Kaziranga National Park”. ASSAM: UNESCO. ISBN.
- Choudhury, Anwaruddin (2000). The Birds of Assam. Guwahati: Gibbon Books and World Wide Fund for Nature. ISBN.
- Choudhury, Anwaruddin (2003). Birds of Kaziranga National Park: A checklist. Guwahati: Gibbon Books and The Rhino Foundation for Nature in NE India. ISBN.
- Choudhury, Anwaruddin (2004). Kaziranga Wildlife in Assam. India: Rupa & Co. ISBN.
- Choudhury, Anwaruddin (2010). The vanishing herds : the wild water buffalo. Guwahati, India: Gibbon Books, Rhino Foundation, CEPF & COA, Taiwan. ISBN.
- Dutta, Arup Kumar (1991). Unicornis: The Great Indian One Horned Rhinoceros. New Delhi: Konark Publication. ISBN.
- Gee, E.P. (1964). The Wild Life of India. London: Collins. ISBN.
- Jaws of Death—a 2005 documentary by Gautam Saikia about Kaziranga animals being hit by vehicular traffic while crossing National Highway 37, winner of the Vatavaran Award.
- Oberai, C.P.; B.S. Bonal (2002). Kaziranga: The Rhino Land. New Delhi: B.R. Publishing. ISBN.
- Shrivastava, Rahul; Heinen, Joel (2007). „A microsite analysis of resource use around Kaziranga National Park, India: Implications for conservation and development planning”. https://doi.org/10.1177/1070496507301064: Journal of Environment and Development, 16  (2):  207–226. doi:10.1177/1070496507301064.
- Shrivastava, Rahul; Heinen, Joel (2005). „Migration and Home Gardens in the Brahmaputra Valley, Assam, India”. Journal of Ecological Anthropology. http://dx.doi.org/10.5038/2162-4593.9.1.2. 9: 9: 20—34. doi:10.5038/2162-4593.9.1.2.
- „Kaziranga National Park Cenetary Celebration Website”. Kaziranga National Park Authorities. Архивирано из оригинала 2008-02-14. г. Приступљено 2007-02-23.
- „UN Kaziranga Factsheet”. UNESCO. Архивирано из оригинала 2008-11-15. г. Приступљено 2007-02-23.
- „Section II: Periodic Report on the State of Conservation of Kaziranga National Park, India” (PDF). UNESCO. 2003. Архивирано из оригинала (PDF) 2006-12-31. г. Приступљено 2007-02-28.
- „State of Conservation of the World Heritage Properties in the Asia-Pacific Region –Kaziranga National Park” (PDF). UNESCO. Архивирано из оригинала (PDF) 2006-05-24. г. Приступљено 2007-02-28.

## Spoljašnje veze
- „Kaziranga Centenary 1905–2005”. Архивирано из оригинала 14. 2. 2008. г.
- „World Conservation Monitoring Centre”. Архивирано из оригинала 22. 3. 2007. г.